# أمل كلوني
أمل علم الدين كلوني  (اسم الولادة أمل علم الدين، مولودة في 3 فبراير 1978) هي محامية وناشطة حقوقية وكاتبة إنجليزية من أصل لبناني. تعمل محاميةً في مكتب دوتي ستريت تشامبرز، متخصصة في القانون الدولي وحقوق الإنسان.
مثلت أمل كلوني نخبة من صفوة المجتمع مثل جوليان أسانج مؤسس موقع ويكيليكس، الذي حاربت ضد ترحيله، يوليا تيموشينكو رئيسة الوزراء الأوكرانية السابقة والصحفي الكندي من أصل مصري محمد هشام. وهي متزوجة من الممثل الأمريكي جورج كلوني.

## خلفية عن حياتها

### طفولتها وعائلتها
ولدت علم الدين في بيروت، لبنان. وخلال الحرب الأهلية في لبنان التي اندلعت في ثمانينيات القرن العشرين، غادرت عائلة علم الدين لبنان واتجهت إلى المملكة المتحدة حيث استقرت في غررردس كراس، باكينجهامشير. وكان عمرها حينئذ عامين. والدها هو رمزي علم الدين الحاصل على ماجيستير إدارة الأعمال من الجامعة الأمريكية في بيروت وصاحب وكالة كوميت COMET للسياحة، وقد عاد إلى لبنان مجددًا عام 1991. وتعود أصول والدها إلى بعقلين، وهو من عائلة درزية لبنانية. ووالدتها هي بارعة مكناس التي يرجع أصلها إلى طرابلس في شمال لبنان، وهي محررة الشئون الخارجية في جريدة الحياة كما أنها تعد أحد مؤسسي شركة العلاقات العامة خبراء الاتصالات الدولية (International Communication Experts) التي تعد جزءًا من شركة أكبر متخصصة في عمل حجوزات الشخصيات العامة الزائرة، والتصوير الفوتوغرافي بهدف الدعاية، والترويج للأحداث. وتنتمي بارعة والدة علم الدين إلى عائلة سنيَّة، في طرابلس شمالي لبنان. ولعلم الدين ثلاث أخوة: أخت تدعى تالا وأخوين غير شقيقين وهما سامر وزياد،  من الزواج الأول لوالدها.

### التعليم
ارتادت علم الدين مدرسة د.شالونر الثانوية وهي مدرسة ثانوية بريطانية للفتيات في منطقة ليتل تشلفنت (باكينجهامشير). وبعد ذلك درست في كلية سانت هيو في جامعة أكسفورد حيث حصلت على منحة. كما حصلت على جائزة شريغلي Shrigly وهي جائزة اعتبارية تمنح للمتفوقين في مجال الدراسات القانونية. وفي عام 2000، تخرجت علم الدين في كلية سانت هيو في أكسفورد. وحصلت على البكالوريوس في علم القانون (وهي درجة علمية تقدمها اكسفورد وهي معادلة لبكارليوس الحقوق LLB) 
وفي عام 2001، التحقت علم الدين بكلية الحقوق جامعة نيويورك لدراسة ماجيستير القانون حيث كانت كاتبة قضائية في إطار برنامج الكتابة القضائية في محكمة العدل الدولية. حصلت علم الدين على الجائزة التذكارية كاتز جي جاك نظير تفوقها في قانون الإعلام. وخلال دراستها لمدة فصل دراسي واحد في جامعة نيويورك، عملت كاتبة قضائية في محكمة الاستئناف في الولايات المتحدة للدائرة الثانية في مكتب سونيا سوتومايور التي ترأس المحكمة العليا للولايات المتحدة حاليًا.

## حياتها الخاصة

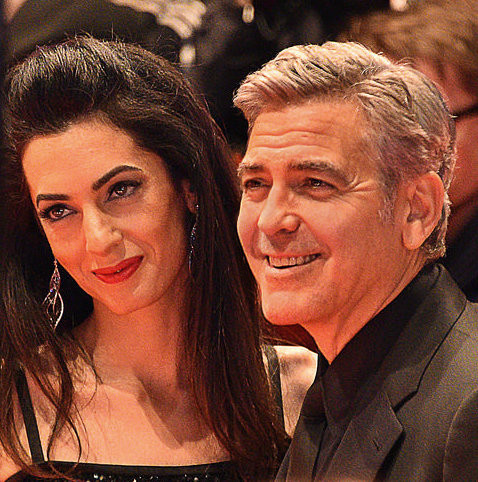
جورج كلوني وأمل كلوني - برلين

في عام 2013 التقت أمل بجورج كلوني خلال لقاء جمعهما بأحد أصدقائهم في بحيرة كومو بإيطاليا. ووفقا لمكتب محاماة دوتي ستريت تشامبرز الذي تعمل به أمل فقد أصبحت الأخيرة خطيبة أشهر عازب بهوليوود الممثل جورج كلوني في 28 أبريل 2014 مما جعلها تحت مجهر الصحافة العالمية. في يوليو / تموز 2014، انتقد كلوني علنا صحيفة التابلويد البريطانية ديلي ميل بعد زعمها أن والدة خطيبته تعارض زواجهما لأسباب دينية وهو ما دفع الصحيفة للاعتذار عن قصتها الخاطئة لكن كلوني رفض قبول الاعتذار ووصف الصحيفة بأنها «أسوأ أنواع التابلويد، تفبرك الأخبار ولو على حساب قرائها».
في 7 أغسطس 2014، حصلت أمل وخطيبها كلوني على تراخيص الزواج في الحي الملكي كينسينغتون وتشيلسي في لندن. في 27 أيلول (سبتمبر) 2014 تزوج جورج كلوني رسمياً من أمل علم الدين، في حفل أقيم في مدينة البندقية حيث تم تزويجهما من قبل رئيس بلدية روما السابق وصديق كلوني والتر فيلتروني. في عام 2015، تبنى الزوجان كلب إنقاذ من جمعية سان غابرييل للإنسانية سُمي ميلي.
في فبراير 2017، ورد في برنامج ذا توك الحواري أن أمل كلوني حامل وتنتظر رفقة زوجها توائم. وهو ما أكده صديق العائلة الممثل مات دامون على برنامج إنترتانمنت تونايت. في يونيو / حزيران 2017، أنجبت أمل توأمين طفل يدعى ألكساندر وطفلة تدعى إيلا. تجيد أمل ثلاث لغات وهي العربية والفرنسية والإنجليزية.

## الحياة العملية

### نيويورك
عملت أمل علم الدين كلوني  لدى سوليفان وكرومويل في مدينة نيويورك كجزء من الدفاع الجنائي وقسم التحقيقات، حيث تضمن عملاؤها كلاً من شركة إنرون وآرثر آندرسون.

### لاهاي
وفي عام 2004، استمرت في العمل في الكتابة القضائية ومعاونة القضاة في محكمة العدل الدولية. فقد عاونت القاضي فلادن س.فيريشيتين من روسيا ونبيل العربي من مصر. وقاض الموضوع فرانكلين بيرمان من المملكة المتحدة.
وبعد ذلك استقرت علم الدين في لاهاي لفترة حيث عملت في مكتب المدعي العام في المحكمة الخاصة بلبنان والمحكمة الجنائية الدولية ليوغوسلافيا السابقة.

### لندن
في عام 2010، عادت أمل علم الدين كلوني  إلى لندن، وهناك عملت محامية دفاع في دوتي ستريت تشامبرز (نقابة محامين إنجلترا وويلز، إينر تمبل).
وفي عام 2013، تم تعيينها في عدد من لجان الأمم المتحدة، وقد تضمن ذلك تعيينها مستشارة في الشأن السوري لموفد الأمم المتحدة والجامعة العربية في سوريا والأمين العام السابع للأمم المتحدةكوفي أنان، كما عملت مستشارة قانونية لمقرر الامم المتحدة الخاص بتعزيز وحماية حقوق الإنسان والحريات الاساسية في سياق مكافحة الإرهاب بن ايمرسون فيما يتعلق بالتحقيق الذي طالب به لتقييم استخدام الطائرات المسلحة بدون طيار في عمليات مكافحة الإرهاب عام 2013.
كما شاركت في عدد من القضايا البارزة حيث تم توكيلها لتمثيل دولة كمبوديا ورئيس المخابرات الليبي الأسبق عبد الله السنوسي ورئيسة الوزراء الأوكرانية يوليا تيموشينكو، بالإضافة إلى مؤسس موقع ويكيلكس جوليان أسانج. عملت علم الدين مستشارةً لملك البحرين فيما يخص اللجنة البحرينية المستقلة لتقصي الحقائق برئاسة البروفيسور محمد شريف بسيوني.

### التدريس
وفي فصلي الربيع 2015 و2016، عملت أمل علم الدين عضوة زائرة بهيئة تدريس زائر وزميلة رفيعة المستوى بمعهد حقوق الإنسان بكلية الحقوق في جامعة كولومبيا. كماعملت أستاذًا مساعدًا للأستاذة سارة أتش كليفلاند في دورة عن حقوق الإنسان وأعطت محاضرة للطلاب عن الدعاوي المتعلقة بحقوق الإنسان. كما حاضرت الطلاب في القانون الجنائي الدولي في مدرسة الحقوق في مدرسة الدراسات الشرقية والأفريقية في لندن SOAS، وجامعة ذا نيو سكول بنيويورك، وأكاديمية لاهاي للقانون الدولي، وجامعة ولاية كارولينا الشمالية في تشابل هيل.

#### القضايا البارزة

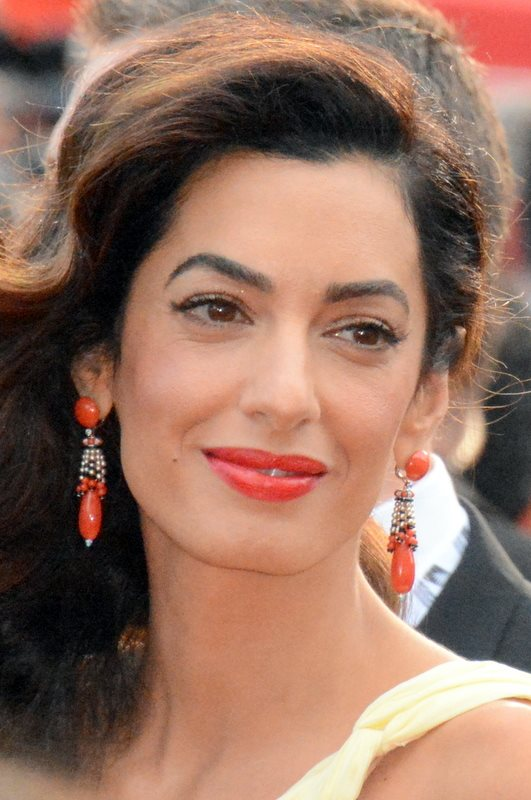
علم الدين في مايو 2016

وفي عام 2011، عملت في القضية المتعلقة بالنزاع الحدودي الكامبودي التايلاندي بشأن الإدعاءات بملكية معبد بريه فيهير. وقد تم عرض النزاع أمام محكمة العدل الدولية في لاهاي. وبدءًا من عام 2011، كانت أمل علم الدين تساعد محكمة التحكيم الدائمة للفصل بين شركة ميرك آند كو والإكوادور وبدءًا من خريف 2014 أصبحت وكيلة محمد فهمي، الصحفي الكندي بقناة الجزيرة الإنجليزية، بالإضافة إلى صحفيين آخرين تم القبض عليهم في مصر. وقد صدر حكمًا بحبسه لمدة ثلاث سنوات، كما خسر الاستئناف في أغسطس 2015، وبعد ذلك تم الإفراج عنه من خلال قرار العفو الرئاسي الذي أصدره الرئيس عبد الفتاح السيسي.
وفي أغسطس 2014، تم اختيار علم الدين لعضوية لجنة ثلاثية تابعة للأمم المتحدة للانتهاكات المحتملة للحرب في قطاع غزة خلال الحرب على غزة 2014، لكنها رفضت المنصب معللة ذلك بأن انشغالها في لجان أخرى يحول دون ذلك. وفي أكتوبر 2014، شاركت علم الدين في إعادة تجميع مجموعة تماثيل إلجين الرخامية، وهي تماثيل يونانية قديمة لصالح الحكومة اليونانية. كانت التماثيل جزء من مجموعة المتحف البريطاني منذ عام 1816.
وفي يناير 2015، عملت على معرفة واكتشاف مذابح الأرمن. فقد مثلت أرمينيا باسم مكتب دوتي ستريت تشامبرز جنبًا إلى جنب مع جيفري روبرتسون. وقد صرحت بأن موقف تركيا يتسم بالرياء «بسبب سجلها المخزي فيما يتعلق بحرية التعبير.» ويتضمن ذلك مقاضاة الأتراك الأرمن الذين دعموا مذابح 1915 التي يطلق عيها إبادة جماعية. فهى تمثل أرمينيا في قضية ضد دوجو بيرينجيك، الذي حُكِم عليه بتهمة إنكار الإبادة الجماعية والتمييز العنصري ثم تم إلغاء الحكم في بيرينجيك، سويسرا عام 2013. في محاولة من علم الدين للرد على صحفي قام بالسخرية من ثوب المحكمة الذي ترتديه، أوضحت أنها ترتدي «إيدي وريفنسكروفت» وهي العلامة التجارية الأقدم في لندن المشهورة بتصميمها لعباءات السلك القضائي والمحاماة.
وفي الثامن من مارس عام 2015، حركت أمل علم الدين كلوني دعوة ضد الحكومة أمام فريق الأمم المتحدة العامل المعني بالاحتجاز التعسفي بشأن استمرار احتجاز غلوريا ماكاباغال أرويو، رئيسة جمهورية الفلبين سابقًا، وهي جهة تابعة للجنة الأمم المتحدة المتصلة بحقوق الإنسان. وفي الثاني من أكتوبر، أعرب فريق الأمم المتحدة عن رأيه في احتجاز غلوريا ماكاباغال أرويو معتبرًا إياه اختراقًا للقانون الدولي، وأمرًا تعسفيًا لأسباب عديدة.
وفي السابع من إبريل عام 2016، تم الإعلان عن انضمام أمل علم الدين لفريق الدفاع عن محمد نشيد رئيس جمهورية المالديف، بسبب استمرار خضوعه للاحتجاز التعسفي. وفي مارس 2015، حُكِم على نشيد بالسجن لمدة 13 عامًا في محاكمة وصفها بأنها ذات دوافع سياسية. هذا وقد وصفت منظمة العفو الدولية هذا الحكم بأنه «صورة زائفة للعدالة.» تلقى مساعد المستشار المحلي طعنة في الرأس قبل زيارة المالديف، وهو ما يعد مؤشرًا على الخطر وانعدام الاستقرار في البلاد. وفي يناير 2016، أجرت علم الدين كلوني عدد من المقابلات حول إدانة الأمم المتحدة لمحاكمة نشيد وبذل الجهود لدعم فرض عقوبات على المالديف. ووفقًا لمجلة ذي إيكونوميست، ساعدت علم الدين على تعزيز دعم رئيس الوزراء البريطاني ديفيد كاميرون من أجل قضية الديموقراطية في المالديف.
وفي يونيه 2015، بدأت علم الدين في العمل على القضية التي أعيد فتحها،  عن طريق الحكومة الايرلندية ضد السياسات التي استخدمها رئيس الوزراء البريطاني إدوارد هيث (1970–1974) في عملية ديمتريوس التي شملت أساليب استجواب غير قانونية المعروفة باسم الخمس تقنيات. وبالتعاون مع وزير الخارجية تشارلز فلاناغان، سيتم الاستماع عن طريق المحكمة الأوروبية لحقوق الإنسان.
وتعد أمل علم الدين كلوني  جزءًا من فريق الدفاع الذي يمثل لويس اوليفييه بانكولت وسكان جزر تشاغوس، الذين تم ترحيلهم عن جزيرتهم دييغو غارسيا عام 1971 عن طريق الحكومة البريطانية وذلك لإفساح الطريق أمام إنشاء قاعدة عسكرية أمريكية. في عام 2016، تم الإعلان عن أن علم الدين سيمثل الصحفية الأذربيجانية، خديجة إسماعيلوفا، أمام المحكمة الأوروبية لحقوق الإنسان، فقد أدى عمل إسماعيلوفا الاستقصائي إلى سجنها. وفي أعقاب هذه المحاكمة تم الإفراج عنها وتخفيف العقوبة إلى ثلاث سنوات ونصف مع إيقاف التنفيذ.
وفي سبتمبر 2016، تحدث أمل علم الدين كلوني لأول مرة في الأمم المتحدة أمام مكتب الأمم المتحدة المعني بالمخدرات والجريمة لمناقشة القرار الذي اتخدته بتمثيل نادية مراد وذلك لاتخاذ إجراء قانوني ضد زعماء تنظيم الدولة الإسلامية في العراق والشام (داعش). قامت أمل علم الدين بتجسيد الإبادة الجماعية، والاغتصاب والاتجار واصفة هذه الأعمال «بيروقراطية الشر على نطاق صناعي»، كما أشارت إلى سوق الرقيق الذي لا يزال قائمًا إلى الآن سواءً على الإنترنت على موقع فيسبوك أو في الشرق الأوسط.
في 2024، شاركت  أمل علم الدين – كلوني في المنتدى الاستشاري للمحكمة الجنائية الدولية ودعمت إصدار مذكرات توقيف ضد نتنياهو ووزير الدفاع يوآف غالانت وقادة حركة حماس يحيى السنوار ومحمد ضيف. في 2025، ذكر ت مجلة فاينانشال تايمز وصحيفة «تليغراف» البريطانية أن المحامية قد تُمنع من دخول الولايات المتحدة بسبب دورها في إصدار المحكمة الجنائية الدولية لمذكرات اعتقال بحق رئيس الوزراء الإسرائيلي بنيامين نتنياهو، بتهم تتعلق بجرائم حرب في غزة.

## الجوائز والتكريم
- ضمن قائمة "100 امرأة في 2023 على بي بي سي"[90]

## روابط خارجية
- أمل كلوني على موقع IMDb (الإنجليزية)
- أمل كلوني على موقع الموسوعة البريطانية (الإنجليزية)
- أمل كلوني على موقع مونزينجر (الألمانية)
- أمل كلوني على موقع ميوزك برينز (الإنجليزية)
- أمل كلوني على موقع كينوبويسك (الروسية)